# Gerard Verbeke
Gerard Verbeke (Waregem, 15 juli 1910 - Leuven, 27 maart 2001) was een Belgisch rooms-katholiek priester, filosoof en hoogleraar aan de Katholieke Universiteit Leuven.

## Levensloop
Gerard Verbeke was een zoon van Adolphe Verbeke. Hij werd magister in de wijsbegeerte en op 28 april 1935 tot priester gewijd. Van 1946 tot 1978 was hij hoogleraar filosofie aan de Katholieke Universiteit Leuven. Hij stond gedurende vele jaren aan het hoofd van het Hoger Instituut voor Wijsbegeerte, in opvolging van Louis De Raeymaecker.
Hij was ook erekanunnik van het Sint-Salvatorskapittel in Brugge.
Verbeke was lid en vaste secretaris van de Koninklijke Vlaamse Academie van België voor Wetenschappen en Kunsten. Na de splitsing van de KU Leuven bleef hij gewoon hoogleraar aan de KU Leuven en buitengewoon hoogleraar aan de Université catholique de Louvain.
Hij ontving eredoctoraten in Milaan (1975), Washington (1981) en Ierland (1987). In 1958 publiceerde hij een fundamenteel werk over de betekenis van de Stoa voor de heilige Augustinus.

## HetDe Wulf-Mansion Centrum
In 1956 stichtte Verbeke, samen met de professoren Fernand Van Steenberghen, M. Giele en Herman Van Breda, het “De Wulf–Mansion Centrum”, gewijd aan het onderzoek van de oude en de middeleeuwse filosofie. De bedoeling was om alle publicaties en werkmiddelen te verenigen die voor de studie van deze twee periodes nodig zijn. Het centrum eerde door zijn naam twee voormalige professoren van de KU Leuven, Maurice De Wulf (1867–1947), pionier van de historiografie van de middeleeuwse filosofie en Augustin Mansion (1882–1966), groot specialist van het Aristotelianisme. Ook de studie van de filosofie uit de Renaissance behoort tot de studieonderwerpen van het centrum.
Bij de splitsing van de universiteit in 1969, werden twee afzonderlijke centra opgericht, die nauw samenwerken: het “De Wulf–Mansioncentrum” in Leuven en het “Centre De Wulf–Mansion” in Louvain–la–Neuve.

## Aristoteles Latinus
Aristoteles Latinus in een onderzoeks- en publicatiecentrum gewijd aan de filosofie van Aristoteles. Het Centrum bestond in Italië onder de leiding van professor Lorenzo Minio-Paluello. In 1973 nam Verbeke de leiding over en vestigde het centrum in Leuven. Een van de stichters van de Aristoteles latinus en een van de eerste directeuren was de leermeester van Verbeke, de Leuvense hoogleraar Augustin Mansion. Sindsdien is Leuven de zetel van deze internationale onderneming. De continuïteit van de serie publicaties wordt verzekerd, doordat een wetenschappelijk medewerker van het Instituut voor Filosofie de administratie verzekert. Na elkaar waren dit Fernand Bossier, Jozef Brams en Pieter De Leemans.
De sinds 1973 gepubliceerde werken zijn:
- door R. A. GAUTHIER, Nicomachaean Ethics (1972-1974).
- door B.G. DOD, De sophisticis elenchis (1975).
- door G. VUILLEMIN-DIEM, De Metaphysica ‘Media’ (1976).
- door Schneider Rhetorica (1978).

Ondertussen werden ook nieuwe medewerkers aangetrokken om de editie voor te bereiden van het belangrijke corpus van de fysicawerken van Aristoteles, op basis van de studies die werden ondernomen onder leiding van A. Mansion. Werden ondertussen uitgegeven:
- De generatione et corruptione (Translatio vetus), uitgave door J. Judycka (1986).
- Physics (Translatio vetus), uitgave door F. Bossier en J. Bramss (1990).
- Metaphysics, publicatie van alle Grieks-Latijnse vertalingen, uitgave door G. Vuillemin-Diem’s, volledige uitgave, met de publicatie van Willem van Moerbeke's vertaling als laatste (1995).
- The Books of animals werden uitgegeven vanaf 1966, met als eerste De generatione animalium, uitgegeven door H.J. Drossaart Lulofs. De reeks werd afgesloten met de eerste vijf boeken van de De historia animalium, uitgegeven door P. Beullens and F. Bossier (2000).
- Meteorologica, de vertaling door Willem van Moerbeke, uitgegeven door G. Vuillemin-Diem (2008).

Vanaf 2001 publiceerde de Aristoteles Latinus, in samenwerking met de Centre de Traitement Electronique des Documents (CETEDOC) en met het Centrum “Traditio Litterarum Occidentalium” (CTLO), twee versies van de gegevensbank van de Aristoteles Latinus.
Verder zijn nog te vermelden:
- De progressu animalium en De motu animalium, publicatie door P. De Leemans,
- De sensu (tr. vetus), publicatie door G. Galle,
- De bona fortuna en Fragmenta of the Eudemian Ethics, publicatie door V. Cordonier,
- De historia animalium, de boeken VI–X, publicatie door P. Beullens en † F. Bossier.

## Publicaties
- L'évolution de la doctrine du pneuma: du stoïcisme à S. Augustin : étude philosophique, Parijs, Desclée de Brouwer, 1945
- Kleanthes van Assos, Brussel, 1949
- Literatuuronderwijs en humaniora, Antwerpen, 1956.
- Augustin et le stoïcisme, in: RA 1 (1958), blz. 67-89.
- Het mysterie van de hoop, Brugge/Breda 1959.
- De mens als 'grens' volgens Aquinas, in: Tijdschrift voor filosofie, 36e jaargang, nr 2, juni 1974. Leuven 1974.
- Aquinas and problems of his time, (samen met Daniel Verhelst), Mediaevalia Lovaniensia, Series 1, Studia, 5. Leuven/The Hague 1976.
- La philosophie du signe chez les Stoïciens, in: J. Brunschwig (Hg.), Les Stoiciens et leur logique. Paris 1978. S. 401-424.
- Belgium and Europe: proceedings of the international Francqui-colloquium, Brussels-Ghent, 12-14 november 1980. Brussel 1981.
- Avicenna, Grundleger einer neuen Metaphysik, Opladen, 1983.
- The presence of stoïcism in medieval thought, Washington, 1983.
- Moral education in Aristotle, Washington, 1990.
- D'Aristote à Thomas d'Aquin, Antécédents de la pensée moderne, Recueil d'articles, Leuven, 1990.

## Huldeboek
- Images of man in ancient and medieval thought. Studia Gerardo Verbeke ab amicis et collegis dicata, Leuven 1976.